# Notoceresium elongatum
Notoceresium elongatum là một loài bọ cánh cứng trong họ Cerambycidae.